# Confédération Générale de la Fonction Publique
Die Confédération Générale de la Fonction Publique (CGFP) ist in Luxemburg ein Zusammenschluss von Berufsverbänden des öffentlichen Dienstes. Sie hat zum Zweck, die sozialen, moralischen, beruflichen und materiellen Interessen der Beamten, der im öffentlichen Dienst Beschäftigten sowie der anderen vertraglich für den Staat Berufstätigen zu vertreten, ungeachtet ihres Geschlechts.
Der CGFP agiert unbeachtlich jedweder politischen oder ideologischen Orientierung. Gemäß seiner Auffassung von einem unabhängigen und neutralen Gewerkschaftswesen, verfolgt der CGFP unermüdlich ein breites Aktionsprogramm, nicht nur zur stetigen Verbesserung der beruflichen und sozialen Situation seiner Mitglieder, sondern nimmt auch zu allen allgemein-politischen Problemen Stellung.
Der CGFP setzt sich aus rund sechzig Verbänden und Berufsassoziationen des öffentlichen Dienstes zusammen und verfügt somit insgesamt über mehr als 24.000 Mitglieder. Er ist damit die einzige Gewerkschaft des Luxemburger öffentlichen Dienstes, auf nationaler Ebene gemäß dem Gesetz als repräsentativ anerkannt und somit einer der ersten Akteure der Luxemburger Gewerkschaftsszene.
Von der 43. Vorständekonferenz der CGFP hat die Gewerkschaft am 15. Dezember 2009 eine neue Resolution verabschiedet.